# Belén López (actriu)
Belén López (Sevilla el 28 de març de 1970) és una actriu espanyola coneguda per sèries com a Pelotas en la qual interpretava Bea, Luna, el ministerio de Calenda, en el paper de Carola o més recentment a Amar es para siempre, on la vam poder veure interpretant Elena Padilla.
Va estudiar interpretació en el prestigiós i ara desaparegut CAT, Centre Andalús de Teatre, on estudiaran també uns altres grans interpretis com Paco León, Álex O'Dogherty, José Luis García Pérez, Paz Vega, etc. Desenvolupa diverses intervencions en produccions del propi CAT al llarg dels seus estudis, i arran d'això, aconsegueix un petit paper en la sèrie Plaza Alta. Al cap de poc temps, els índexs d'audiència la porten a protagonitzar un spin off al costat de José Luis García Pérez.
A causa de la popularitat que aconsegueixen tots dos actors en les seves intervencions, Canal Sur i Linx televisió, decideixen crear una sèrie a la mesura, escindida de l'original Plaça Alta, que es denominaria Castells en l'aire i estaria dirigida pel dramaturg i actor Pepe Quero, director i fundador de la companyia Els Ulen. Va ser també la primera experiència televisiva seriosa per a nombrosos actors de la fins llavors poc coneguda pedrera andalusa. Belén decideix traslladar-se a Madrid, on participa en nombrosos projectes de televisió i cinema. La fama a nivell nacional li arribaria de la mà de la sèrie Motivos personales el 2005.
Rep nombrosos premis i esments, amb el seu paper en Llévame a otro sitio de David Martín dels Santos, al costat del seu altre company, José Luis García Pérez.
Iñaki Dorronsoro, la tria per protagonitzar La distància al costat de Miguel Ángel Silvestre, amb el qual va coincidir en Motius personals i el qual és la seva exparella.
Tots dos al costat de Federico Luppi i José Coronado, desenvolupen un guió complex ambientat en els ambients de boxa, seleccionats per al Festival Internacional de Cinema de Sant Sebastià. Reben magnífiques crítiques, i Belén resulta nominada com a Actriu Revelació, per als premis que atorga la unió d'Actors, sent una de les candidates barrejades per al Goya en la mateixa categoria per revistes del sector com cinemanía o Fotogramas, només problemes de producció impedeixen aquesta circumstància, al no arribar còpies del film als acadèmics. Finalment aconsegueix una candidatura als Goya com a millor actriu revelació pel seu paper en 15 años y un día.

## Filmografia

### Televisió
- Llegendes, personatge episòdic; a Canal Sur (1994)
- Projecte Sèneca, personatge episòdic; a Canal Sur (1995)
- Plaça Alta, personatge episòdic; a Canal Sur (1998-1999)
- Castells en l'aire, personatge episòdic; a Canal Sur (1999)
- Som-hi, un episodi: El beniciento; a Antena 3 (2001)
- Essència de poder, com a Raquel Conde; a Telecinco (2001)
- Periodistes; com a la cosina d'Ali; a Telecinco (2001)
- Despacito i al compàs, com a Cristina Clots. TV movie; a Telecinco (2002)
- Dones, personatge episòdic; a La 2 (2002)
- Hospital Central, com a Bàrbara; a Telecinco (2002)
- 3, 2, 1... Vídeo!, col·laboració; a Canal Sur (2002)
- Segon matrimoni, personatge episòdic; a Telecinco (2002)
- Una nova vida, com a Lorena; a Telecinco (2004)
- Ana y los 7, personatge episòdic; en La 1 (2004)
- Els Serrano, com a Marina Maíllo; a Telecinco (2004)
- El camí de Víctor, com a Carolina. TV movie; a Canal Sur (2004)
- La Sopa Babau, personatge episòdic; a Antena 3 (2004)
- Motius personals, com a Maite Valcárcel; a Telecinco (2004-2005)
- Masala, com Judith. TV movie; a Telecinco (2006)
- El comissario, com a Patricia Beltrán; a Telecinco (2006)
- Els simuladors, com a Marta; a Cuatro (2006)
- RIS Científica, com a Claudia Barea; a Telecinco (2007)
- Rex, un policía diferente, com a Rossana Altobelli (2008)
- Pelotas, com Bea; a La 1 (2009-2010)
- Los misterios de Laura, com a Alicia, un episodi: El misteri del pacient insatisfet (2011)
- Avui vull confessar, com a Isabel Pantoja. Miniserie; a Antena 3 (2011)
- Luna, el misterio de Calenda, com a Carola Morales; a Antena 3 (2012-2013)
- Amar es para siempre, com a Elena Padilla; a Antena 3 (2013-2014)
- Mar de plástico com a Marta Ezquerro: a Antena 3 (2015-?)

### Pel·lícules
- Erma, com a dona de la font. Dir. Pilar Távora (1998)
- Recanvis, com Mamin. Dir. Manu Fernández (2004)
- 15 dies amb tu, com a noia del robatori. Dir. Jesús Ponce (2005)
- La distància, com Raquel. Dir. Iñaki Dorronsoro (2006)
- Per què es freguen les aneguetes?, com Patricia. Dir. Álvaro Begines (2006)
- 8 cites, com Sofia. Dir. Peris Romano i Rodrigo Sorogoyen (2008)
- Intrusos en Manasés, com Julia. Dir. Juan Carlos Claver (2008)
- Holmes & Watson. Madrid Days, com Irene Adler. Dir. José Luis Garci (2012)
- 15 anys i un dia, com Aledo. Dir. Gracia Querejeta (2013)
- Love Unlimited, com Ana. Dir. Alejandro Ochoa (2013)
- Carmina i amén, cameo com una dona en l'enterrament. Dir. Paco León (2014)
- El club dels incomprendidos, repartiment. Dir. Carlos Calmis (2014)
- Garantia personal, repartiment. Dir. Rodrigo Rivas (2015)
- Embarassats, repartiment. Dir. Juana Macías (2015)